# Armand Djérabé
Armand Djérabé (né le 11 septembre 1980 à N'Djamena) est un footballeur tchadien qui évolue au sein de l'AS CotonTchad.

## Carrière
Djérabé nait le 11 septembre 1980. Il a d'abord commencé sa carrière au Cameroun au sein du club Cotonsport Garoua. Il a ensuite joué la saison 2010 pour les Requins de l'Atlantique FC dans la Benin Premier League avant retourné à l'été 2010 au Tchad où il a signé avec le Gazelle FC.
Après Gazelle, il  rejoint Tourbillon puis Foullah Edifice et en fin il  rejoint par après CotonTchad où il est resté jusqu'aujourd'hui.

## Carrière internationale
Djerabe a joué également au sein l'équipe nationale de football du Tchad et il a participé aux éliminatoires de la Coupe du monde de la FIFA 2006 puis celui 2010 , ainsi que les tours de qualification pour la Coupe d'Afrique des Nations 2012. Il ensuite a joué pour l'équipe qui a terminé deuxième de la Coupe CEMAC 2005. Il compte 31 sélections officielles FIFA et 3 sélections hors FIFA pour le Tchad. À ce jour, le dernier match qu'il a disputé en équipe nationale a eu lieu le 11 novembre 2011 contre la Tanzanie.